# Neue Marx-Lektüre
Die Neue Marx-Lektüre im weiteren Sinne ist eine etwa Mitte der 1960er Jahre entstandene Rezeptionsweise der ökonomischen Theorie von Karl Marx, welche hauptsächlich an einer theoretischen Darstellung der Wertform interessiert ist. Die Neue Marx-Lektüre entstand in Abgrenzung sowohl zum Marxismus-Leninismus als auch zur Sozialdemokratie vor allem in West- und vereinzelt auch in Osteuropa.

## Grundlagen
Im engeren Sinne umfasst der Ausdruck Neue Marx-Lektüre eine lose Gruppe von Autoren hauptsächlich im deutschsprachigen Raum, die u. a. die sich bis auf Friedrich Engels zurückbeziehende, historisierende und empiristische Interpretation der marxschen Analyse ökonomischer Formen revidiert. Die Bezeichnung wird seit ca. 1997 verwendet und geht aus einem Werk von Hans-Georg Backhaus hervor. Als weitere Bezeichnungen für diese innermarxistische Strömung finden sich auch „Neomarxismus“, „kritischer Marxismus“, „Kapitallogik“, „Hegelmarxismus“ oder „Marxismus als Sozialwissenschaft“.
Ausgehend von den frühen Ansätzen von Jewgeni Bronislawowitsch Paschukanis und Isaak Iljitsch Rubin aus den 1920er Jahren, den Arbeiten, die durch Helmut Reichelt und Hans-Georg Backhaus in den siebziger und achtziger Jahren vorgelegt worden sind, sowie den Schriften von Michael Heinrich aus den neunziger Jahren hat sich eine teils akademisch, teils außerakademisch geführte Debatte um die Frage nach dem ökonomischen Wert entwickelt. Diese Autoren, die inzwischen mit dem Sammelbegriff der neuen Marx-Lektüre bezeichnet werden, grenzen sich in mehrfacher Hinsicht gegenüber den traditionellen Marxismen im Umfeld der Arbeiterbewegung und des Staatssozialismus ab.
Die neue Marx-Lektüre verwirft
- prämonetare Theorien des Wertes, nach denen bereits die einzelne konkrete Arbeit wertschöpfend sei, und sich die Wertsubstanz direkt aus der verausgabten Arbeitszeit ergebe. Dagegen wird der gesellschaftliche Charakter der wertschöpfenden Arbeit betont.
- Auffassungen des Staates als manipulatives Instrument einer herrschenden Klasse. Dagegen begreift die Staatsableitungsdebatte den Staat als für den Kapitalismus strukturell notwendigen, von den Klassen relativ getrennten Bestandteil des Kapitalismus.
- geschichtstheoretische Erwartungen einer durch das Proletariat zu vollbringenden Revolution. Demgegenüber wird das Kapital als automatisches Subjekt betrachtet, welches sowohl in scheinhafter als auch realer Form existiert.

Des Weiteren bestehen die Autoren der neuen Marx-Lektüre aber gegenüber der akademisch herrschenden neoklassischen Ökonomie auf der Relevanz des Marxschen Ansatzes. Hier wird insbesondere darauf insistiert, dass die mikroökonomischen Ansätze der neoklassischen Wirtschaftstheorie die Konstitution, den Erhalt und die Dynamik des ökonomischen Wertverhältnisses nicht erklären können und für makroökonomische Konstrukte wie das Bruttosozialprodukt nur unzureichende theoretische Mittel vorweisen können. Demgegenüber wird darauf verwiesen, dass sich bei Marx zwar nicht Antworten auf diese Fragen finden, er aber ein höheres Reflexionsniveau und Problembewusstsein aufbringt, das es kritisch für die zeitgenössische Diskussion zu gewinnen gilt.
Die Positionen innerhalb der Vertreter der Neuen Marx-Lektüre sind dabei keineswegs homogen. Vielfach gibt es Dispute und Auseinandersetzungen über einzelne Spezialfragen der Marx-Analyse. Besonders im Fokus stehen hierbei die Interpretation des marxschen Begriffs der abstrakten Arbeit sowie der von Reichelt aufgeworfene Blick auf den Geltungsbegriff.

## Hauptwerke
- Helmut Reichelt: Zur logischen Struktur des Kapitalbegriffs bei Karl Marx. Zugleich: Dissertation vom 10. Juli 1968, Wirtschafts- u. sozialwissenschaftliche Fakultät, Universität Frankfurt am Main. Frankfurt, 1968, 265 S.; 4., durchges. Auflage, mit einem Vorwort von Iring Fetscher, Frankfurt a. M.: Europäische Verlagsanstalt, 1973 (Politische Ökonomie); Freiburg im Breisgau: Ça Ira, 2001, ISBN 3-924627-76-2. (Klappentext)
- Michael Heinrich: Kritik der politischen Ökonomie – Eine Einführung, Schmetterling Verlag, 3. Auflage 2005
- Michael Heinrich: Die Wissenschaft vom Wert (Dissertation) VSA-Verlag, 1991;  7. erweiterte Auflage 2017, ISBN 978-3-89691-454-5.
- Hans-Georg Backhaus: Dialektik der Wertform. Untersuchungen zur Marxschen Ökonomiekritik, Freiburg i. Br. 1997, ISBN 3-924627-52-5.
- Helmut Reichelt: Neue Marx-Lektüre. Zur Kritik sozialwissenschaftlicher Logik, Hamburg 2008, ISBN 978-3-89965-287-1. (Inhaltsverzeichnis als PDF, Klappentext); 2. Auflage, Freiburg im Breisgau: Ça Ira, 2013, ISBN 978-3-86259-116-9. (Inhaltsverzeichnis)

### Textarchive
- Marx-Gesellschaft
- oekonomiekritik.de